# Henri Van Averbeke
Henri Van Averbeke (ur. 26 października 1901, zm. 1 listopada 1946 w Antwerpii) – belgijski piłkarz grający na pozycji pomocnika. Był reprezentantem Belgii.

## Kariera klubowa
Całą swoją karierę piłkarską Van Averbeke spędził w klubie Beerschot VAC, w którym w 1920 roku zadebiutował w pierwszej lidze belgijskiej i grał w nim do 1933 roku. Wraz z Beerschotem wywalczył pięć tytułów mistrza Belgii w sezonach 1921/1922, 1923/1924, 1924/1925, 1925/1926 i 1927/1928 oraz trzy wicemistrzostwa Belgii w sezonach 1922/1923, 1926/1927 i 1928/1929.

## Kariera reprezentacyjna
W reprezentacji Belgii Van Averbeke zadebiutował 14 marca 1926 w zremisowanym 1:1 towarzyskim meczu z Holandią, rozegranym w Antwerpii. W 1928 roku był w kadrze Belgii na Igrzyska Olimpijskie w Amsterdamie. Od 1926 do 1929 rozegrał 14 meczów w kadrze narodowej.